# Le Plessis-Sainte-Opportune
Plessis-Sainte-Opportune – miejscowość i gmina we Francji, w regionie Normandia, w departamencie Eure.
Według danych na rok 1990 gminę zamieszkiwało 246 osób, a gęstość zaludnienia wynosiła 22 osoby/km² (wśród 1421 gmin Górnej Normandii Plessis-Sainte-Opportune plasuje się na 659 miejscu pod względem liczby ludności, natomiast pod względem powierzchni na miejscu 284).